# Short track na Zimowych Igrzyskach Olimpijskich 2010 – bieg na 1000 m kobiet
Bieg na 1000m kobiet odbywał się 24 (kwalifikacje) i 26 lutego (ćwierćfinały, półfinały, i finały) w hali Pacific Coliseum. Mistrzynią olimpijską została Chinka Wang Meng.

## Wyniki

### Kwalifikacje
| Pozycja | Grupa | Zawodniczka         | Kraj | Czas     | Uwagi |
| ------- | ----- | ------------------- | ---- | -------- | ----- |
| 1       | 1     | Park Seung-hi       | KOR  | 1:31.885 | Q     |
| 2       | 1     | Tania Vicent        | CAN  | 1:37.561 | Q     |
| 4 !     | 1     | Allison Baver       | USA  | 99.999 ! | DSQ   |
| 4 !     | 1     | Jorien ter Mors     | NLD  | 99.999 ! | DSQ   |
| 1       | 2     | Kalyna Roberge      | CAN  | 1:31.033 | Q     |
| 2       | 2     | Bernadett Heidum    | HUN  | 1:31.125 | Q     |
| 3       | 2     | Elise Christie      | GBR  | 1:31.363 |       |
| 4       | 2     | Kateřina Novotná    | CZE  | 1:45.300 |       |
| 1       | 3     | Tatiana Borodulina  | AUS  | 1:32.509 | Q     |
| 2       | 3     | Mika Ozawa          | JPN  | 1:32.577 | Q     |
| 3       | 3     | Cecilia Maffei      | ITA  | 1:32.615 |       |
| 4 !     | 3     | Liesbeth Mau Asam   | NLD  | 99.999 ! | DSQ   |
| 1       | 4     | Jessica Gregg       | CAN  | 1:32.565 | Q     |
| 2       | 4     | Arianna Fontana     | ITA  | 1:32.640 | Q     |
| 3       | 4     | Veronika Windisch   | AUT  | 1:32.775 |       |
| 4       | 4     | Ewgenija Radanowa   | BUL  | 1:32.829 |       |
| 1       | 5     | Katherine Reutter   | USA  | 1:30.508 | RO, Q |
| 2       | 5     | Sun Linlin          | CHN  | 1:30.629 | Q     |
| 3       | 5     | Ayuko Ito           | JPN  | 1:31.137 |       |
| 4       | 5     | Nina Jewtiejewa     | RUS  | 1:31.302 |       |
| 1       | 6     | Cho Ha-ri           | KOR  | 1:35.953 | Q     |
| 2       | 6     | Stéphanie Bouvier   | FRA  | 1:36.199 | Q     |
| 3       | 6     | Biba Sakurai        | JPN  | 1:36.416 |       |
| 4       | 6     | Walerija Potiomkina | RUS  | 1:36.438 |       |
| 1       | 7     | Wang Meng           | CHN  | 1:30.958 | Q     |
| 2       | 7     | Annita van Doorn    | NLD  | 1:31.516 | Q     |
| 3       | 7     | Kimberly Derrick    | USA  | 1:31.663 |       |
| 4       | 7     | Han Yueshuang       | HKG  | 1:38.115 |       |
| 1       | 8     | Zhou Yang           | CHN  | 1:30.781 | Q     |
| 2       | 8     | Paula Bzura         | POL  | 1:31.338 | Q     |
| 3       | 8     | Aika Klein          | GER  | 1:58.857 | ADV   |
| 4 !     | 8     | Erika Huszar        | HUN  | 99.999 ! | DSQ   |

### Ćwierćfinał
| Pozycja | Grupa | Zawodniczka        | Kraj | Czas     | Uwagi |
| ------- | ----- | ------------------ | ---- | -------- | ----- |
| 1.      | 1     | Park Seung-hi      | KOR  | 1:30.769 | Q     |
| 2.      | 1     | Kalyna Roberge     | CAN  | 1:30.769 | Q     |
| 3.      | 1     | Annita van Doorn   | NLD  | 1:32.067 |       |
| 4.      | 1     | Mika Ozawa         | JPN  | 1:32.183 |       |
| 1.      | 2     | Zhou Yang          | CHN  | 1:29.849 | Q, OR |
| 2.      | 2     | Jessica Gregg      | CAN  | 1:30.207 | Q     |
| 3.      | 2     | Bernadett Heidum   | HUN  | 1:30.313 |       |
| 4.      | 2     | Stéphanie Bouvier  | FRA  | 1:30.420 |       |
| 1.      | 3     | Katherine Reutter  | USA  | 1:29.955 | Q     |
| 2.      | 3     | Cho Ha-ri          | KOR  | 1:30.543 | Q     |
| 3.      | 3     | Sun Linlin         | CHN  | 1:30.589 |       |
| 4.      | 3     | Aika Klein         | GER  | 1:51.552 |       |
| 05 !    | 3     | Tania Vicent       | CAN  | 99.999 ! | DSQ   |
| 1.      | 4     | Wang Meng          | CHN  | 1:32.267 | Q     |
| 2.      | 4     | Tatiana Borodulina | AUS  | 1:32.465 | Q     |
| 3.      | 4     | Arianna Fontana    | ITA  | 1:32.472 |       |
| 4.      | 4     | Paula Bzura        | POL  | 1:32.662 |       |

### Półfinał
| Pozycja | Grupa | Zawodniczka        | Kraj | Czas     | Uwagi  |
| ------- | ----- | ------------------ | ---- | -------- | ------ |
| 1.      | 1     | Zhou Yang          | CHN  | 1:29.049 | QA, WR |
| 2.      | 1     | Park Seung-hi      | KOR  | 1:29.165 | QA     |
| 3.      | 1     | Tatiana Borodulina | AUS  | 1:29.663 | QB     |
| 4.      | 1     | Jessica Gregg      | CAN  | 1:33.139 | QB     |
| 1.      | 2     | Katherine Reutter  | USA  | 1:30.568 | QA     |
| 2.      | 2     | Wang Meng          | CHN  | 1:30.573 | QA     |
| 3.      | 2     | Kalyna Roberge     | CAN  | 1:30.736 | QB     |
| 4.      | 2     | Cho Ha-ri          | KOR  | 1:30.792 | QB     |

### Finał

#### Finał A
| Pozycja | Zawodniczka       | Kraj | Czas     | Uwagi |
| ------- | ----------------- | ---- | -------- | ----- |
|         | Wang Meng         | CHN  | 1:29.213 |       |
|         | Katherine Reutter | USA  | 1:29.324 |       |
|         | Park Seung-hi     | KOR  | 1:29.379 |       |
| 4 !     | Zhou Yang         | CHN  | 1:29.049 | DSQ   |

#### Finał B
| Pozycja | Zawodniczka        | Kraj | Czas     | Uwagi |
| ------- | ------------------ | ---- | -------- | ----- |
| 4.      | Cho Ha-ri          | KOR  | 1:31.932 |       |
| 5.      | Kalyna Roberge     | CAN  | 1:32.122 |       |
| 6.      | Jessica Gregg      | CAN  | 1:32.333 |       |
| 7.      | Tatiana Borodulina | AUS  | 1:32.661 |       |